# 2015年ブルキナファソクーデター
2015年ブルキナファソクーデター（2015ねんブルキナファソクーデター、フランス語: Tentative de coup d'État de 2015 au Burkina Faso）は、2015年9月16日から同年9月23日にかけてブルキナファソの首都・ワガドゥグーで発生したクーデターである。

## 背景
1987年10月15日、ブレーズ・コンパオレがトーマス・サンカラ大統領にクーデターを起こし、トーマス・サンカラを殺害してブルキナファソの大統領に就任した。それ以降の選挙でも不正に溢れていたとして批判されているが、1991年、1998年、2005年、そして2010年の大統領選挙にて当選し続け、27年間もの長期政権を維持してきた。2002年に改正された憲法では大統領の3選は禁止されていたが、2014年10月28日にはコンパオレが自身の2015年大統領立候補を可能とする憲法改正案を提出したことを受けて2014年ブルキナファソ反政府運動が発生し、コンパオレは同年10月31日に辞任を表明しコートジボワールに亡命した。
コンパオレが亡命した同日、ブルキナファソ国軍と大統領警護隊の間で交渉が行われ、大統領警護隊のイザック・ジダが暫定大統領に就任した。17日後の11月17日に文民出身のミシェル・カファンドが暫定大統領に就任し、イザック・ジダは暫定首相に就任した。暫定政府には大統領警護隊の問題があった。2014年11月27日に大統領警護隊のジルベール・ディエンデレ将軍を罷免されたとはいえ、ほぼ手つかずのままの力を保有していた。大統領警護隊はコンパオレが創設した部隊であり、コンパオレが亡命した現在、国防・治安維持のため再編成されるべきとの考えが、元大統領警護隊のイザック・ジダ首相を中心に出てきた。この動きに対し、2015年6月28日にジダ首相が外遊先の台湾から帰国する際、ワガドゥグー空港で大統領警護隊が拘束しようとしているとの情報を入手し空軍基地に着陸させた。逮捕者は出ずこの事件はうやむやに終わった。また同年10月11日に予定された大統領選挙に旧与党の3人が立候補届出を提出したが、9月10日に憲法評議会が提出した大統領選挙候補者名簿に、この3人の名前がなく旧与党は完全に締め出され、大統領警護隊解体は現実味を帯びてきた。

## 推移
2015年9月16日、大統領府での閣議に大統領警護隊員が突入し、ミシェル・カファンド大統領とイザック・ジダ首相を含めた閣僚を拘束し、クーデターを起こした。同日夜に国軍と大統領警護隊の会合が開かれた。ジルベール・ディエンデレ将軍は、クーデターの動機とその要求を提示した。
1. 次期大統領選挙及び国民議会選挙において旧与党関係者が全て排除されていること。
2. 2015年9月に発表された「国民和解と政治改革委員会」の報告書にある大統領警護隊の解体勧告取り消すこと。
3. 将軍職への特別装置を発令しないこと。

更に国軍にクーデターに加わるように要請したが、交渉は決裂した。翌17日にブルキナファソ国営テレビ放送に大統領警護隊は以下の三点を発表した。
1. 「民主主義の為の国民評議会」を樹立し、同評議会の議長にディエンデレ将軍が就任した。
2. 17日以降19時‐翌6時までブルキナファソ全土で夜間外出禁止令を敷く。
3. 新たな命令がでるまで空港及び国境を閉鎖する。

この発表に対し、ワガドゥグー市内及び地方都市で若者を中心とした市民社会グループがデモを行い、ヤコのディエンデレ将軍の住居は放火された。こうした混乱の中にECOWASが調停に乗り出した。翌18日セネガルのマッキー・サル大統領、ベナンのヤイ・ボニ大統領がワガドゥグーを訪問し、ディエンデレ将軍、旧与野党代表、市民団体と会談した。9月20日に二人の大統領の調停の下、当事者が以下の13項目を合意した旨を発表した。
1. 9月16日のクーデターで拘束された人の条件無しでの解放。
2. ミシェル・カファンドを暫定大統領とする暫定政府の復活。
3. 国軍出身の閣僚を政府から排除すること。
4. 選挙プロセスを再開し、遅くとも11月22日までに大統領選挙及び国民議会選挙を実施すること。
5. 独立国家選挙委員会は、新しく設定される選挙日での選挙を実施するために、必要なすべての措置を取ること。
6. 政府は大統領選挙及び国民議会選挙を実施すること。
7. 暫定国家評議会は選挙及び本合意に関する事項につき法律を制定することは差し控えること。
8. 被選挙権を拒否された候補者も選挙に参加できること。
9. 軍改革に関するような基本的な改革は暫定政権後の政府に任せること。
10. 暴力の停止。
11. 軍・治安部隊は全国土において国民の安全及び財産を保証すること。
12. この危機に関連する結果に対し、許しと恩赦を認めること。
13. 調停委員会はこの勧告の実施を監督する。

カファンド大統領は、この合意案につき協議されたこともなければ同意したこともないとして反発し、旧野党や市民社会もこの同意案を非難した。9月20日、地方に配属された若い兵士は自発的にワガドゥグーに向け進軍を開始した。これにより大統領警護隊と国軍の力関係が逆転し、9月21日に国軍が大統領警護隊に武装解除を要求する公式声明を発表した。武装解除声明発表後も国軍と大統領警護隊の睨み合いが続いた。こうした中、大統領官邸に拘束されていたカファンド大統領がフランス軍に救出された。こうした硬直状態を打破するため、9月23日にモシ族の王ナーバ・バオンゴ2世の宮殿で協議し以下の5点につき合意した。
1. 大統領警護隊は、ナーバ・コムⅡ基地とその付属基地に戻り、駐留すること。
2. 大統領警護隊は、ワガドゥグー市内に配置された大統領警護隊を撤退させること。
3. 国軍は最初に駐屯した市内50㎞の地点まで、国軍を撤退させること。
4. 大統領警護隊は最低72時間以内に武装解除すること。
5. 国軍は大統領警護隊の軍人及び家族の安全を保障すること。

この同意後に、ディエンデレ将軍はラジオ・フランス・アンテルナショナルでカファンド暫定大統領が暫定大統領の職に復帰する旨を発表した。

## その後
9月25日の閣議で大統領警護隊の解体及びクーデター未遂事件に関する調査委員会の設置が決定された。9月25日より大統領警護隊の武装解除が開始され、1300名の隊員が国軍に配属することになった。しかし、9月27日以降一部の隊員が武装解除に反対し、武装解除の作業の中断が余儀なくされた。9月29日、国軍は大統領警護隊の本拠地「ナーバ・コムⅡ基地」に総攻撃をかけること決定した。無駄な流血を防ぐためディエンデレ将軍に投降を説得するように依頼し、ディエンデレ将軍は自身と家族の安全が保障を条件にこの申し入れを受け入れた。同日の夕方テレビで呼びかけたが、その時には攻撃が始まっていた。ディエンデレ将軍は、バチカン大使館に一時身柄を保護されていたが10月1日に憲兵隊駐屯地に連行され、同年12月6日にトーマス・サンカラの暗殺事件で起訴され、2022年4月6日に終身刑を宣告された。

## 国際社会の反応
- 国際連合 - 潘基文事務総長はブルキナファソでのクーデターを最も強い言葉で非難し、拘束されているブルキナファソ政府関係者全員の即時釈放を求めた[5]。
- 日本 - 外務省は、大統領拘束を強く非難し「暴力によって暫定政府当局を排除しようとする試みを非難するとともに、すべての被拘束者の一刻も早い解放を求めます。」との外務報道官談話を発表[6]。